# Marcos II Khouzam
Marcos II Khouzam (en árabe مرقس الثاني خزام) (Akhmim, Egipto, 25 de abril de 1888 - El Cairo, 2 de febrero de 1958) fue un religioso egipcio, patriarca copto-católico de Alejandría. 

## Biografía
Markos Khouzam nació en Akhmim (Panópolis), gobernación de Sohag. En 1905 fue enviado en una misión religiosa a Beirut (Líbano), y fue ordenado sacerdote el 30 de abril de 1911. En agosto de 1926 fue nombrado como pastor de Abou Korkas, y el 30 de noviembre de ese año fue consagrado como obispo de Luxor (Tebas).
En 1927 fue asignado como locum tenens para el patriarcado copto-católico, sucediendo a otro locum tenens, Maximos Sedfaoui, que lo había sido de 1908 a 1927, en una época en que la sede patriarcal permanecía vacante (1908-1947), después de la renuncia del patriarca Cirilo II Macario.
Khouzam fue entronizado en la sede patriarcal el 10 de agosto de 1947, y se desempeñó como patriarca durante una década hasta su muerte en 1958.
| Predecesor: Cirilo II Macario (1899-1908) Vacante (1908-1947) | Patriarca de Alejandría de los coptos 1947 - 1958 | Sucesor: Esteban I Sidarouss |